# رمبرت (آلاباما)
رمبرت (به انگلیسی: Rembert) یک منطقهٔ مسکونی در ایالات متحده آمریکا است که در شهرستان مرنگو، آلاباما واقع شده‌است. رمبرت ۹۶٫۹۳ متر بالاتر از سطح دریا واقع شده‌است.